# Eparchie černovická
Eparchie černovická je eparchie ukrajinské pravoslavné církve Moskevského patriarchátu.

## Území a titul biskupa
Zahrnuje správní hranice území Černovické oblasti.
Eparchiálnímu biskupovi náleží titul biskup černovický a bukovinský.

## Historie
V 10. až 12. století bylo území součástí Kyjevské metropole Konstantinopolského patriarchátu. Poté až do 15. století součástí haličské eparchie. Od 15. století byla velká část území současné eparchie spravována rădăuțickou eparchií. Liturgickým jazykem byla církevní slovanština, později došlo k zavedení rumunštiny.
Po připojení západní části Bukoviny k Rakouskému císařství byla rădăuțická eparchie 12. prosince 1781 přeorganizována na černovicko-bukovinskou eparchii Karlovického patriarchátu. V lednu 1783 byla eparchie včleněna do Bukovinské metropole s prakticky autokefálním statutem.
Farnosti východní části Bukoviny zůstaly součástí Moldavské metropole, z níž vznikla chotyňská eparchie. Po připojení Chotyňských zemí k Ruské říši byly místní farnosti zahrnuty do kišiněvsko-chotyňské eparchie Ruské pravoslavné církve.
V letech 1918-1919 bylo území Severní Bukoviny obsazeno Rumunskem. Roku 1925 byly farnosti východní Bukoviny znovu sjednoceny s Bukovinskou metropolí a začleněny do Rumunské pravoslavné církve.
Dne 29. června 1940 se Severní Bukovina stala součástí Sovětského svazu. Na tomto území vznikla Černovická oblast a zdejší eparchie se staly součástí Ukrajinského exarchátu později reorganizovaného na Ukrajinskou pravoslavnou církev Moskevského patriarchátu.

## Seznam biskupů

### Eparchie bukovinská karlovacké metropole
- 1782–1789 Dosifej (Chereskul)
- 1789–1822 Danil (Vlachovič)
- 1823–1834 Isaia (Băloșescu)
- 1835–1873 Eugenie (Hacman)

### Metropole bukovinská
- 1873–1873 Eugenie (Hacman)
- 1874–1875 Theophil (Bendella)
- 1877–1879 Teoctist (Blajevici)
- 1880–1895 Sylvester (Morariu-Andriewicz)
- 1896–1902 Arcadie (Ciupercovici)
- 1902–1919 Vladimir (de Repta)

### Rumunská pravoslavná církev
- 1919–1924 Vladimir (de Repta)
- 1924–1935 Nectarie (Cotlarciuc)
- 1935–1940 Visarion (Puiu)
- 1940–1941 Tit (Simedrea)

### Ruská pravoslavná církev
- - 1940–1941 Alexij (Sergejev) dočasný správce
- 1941–1943 Damaskin (Maljuta)

### Rumunská pravoslavná církev
- 1941–1944 Tit (Simedrea)

### Eparchie černovická
- 1945–1947 Feodosij (Kovernynskyj)
- 1948–1954 Andrij (Suchenko)
- 1954–1958 Jevmenij (Chorolskyj)
- 1959–1961 Hryhorij (Zakaljak)
- 1961–1964 Damian (Marčuk)
- 1964–1964 Hryhorij (Zakaljak)
  - 1964–1964 Damian (Marčuk) dočasný správce
- 1964–1967 Mefodij (Menzak)
- 1967–1972 Feodosij (Procjuk)
- 1972–1977 Savva (Babynec)
- 1977–1986 Varlaam (Iljuščenko)
- 1986–1990 Antonij (Moskalenko)
- 1990–1992 Onufrij (Berezovskyj)
  - 1992–1992 Ilarion (Šukalo) dočasný správce
- 1992–2014 Onufrij (Berezovskyj)
- od 2014 Meletij (Jegorenko)